# Vespula koreensis
Vespula koreensis är en getingart som först beskrevs av Rad. 1887.  Vespula koreensis ingår i släktet jordgetingar, och familjen getingar. Inga underarter finns listade i Catalogue of Life.